# María de la O Lejárraga
María de la O Lejárraga García (San Millán de la Cogolla, La Rioja, 28 de diciembre de 1874 - Buenos Aires, 28 de junio de 1974) fue una escritora y feminista española. También conocida como María Martínez Sierra, seudónimo que adoptó a partir de los apellidos de su marido, Gregorio Martínez Sierra, y bajo cuyo nombre escribió gran parte de su obra. Parte importante de sus escritos se firman como María Lejárraga. Diputada al Congreso por el PSOE por la circunscripción de Granada en 1933.

## Biografía

### Primeros años
María de la O Lejárraga García nació en el seno de una familia acomodada de San Millán de la Cogolla (La Rioja). A los cuatro años se trasladó con su familia a Carabanchel Bajo, a la calle de la Sombra, ya que su padre, Leandro Lejárraga Estecha, natural de Tormantos, era cirujano y ejerció la medicina en Madrid. Su madre, Natividad García Garay, natural de Madrid, se ocupó personalmente de la educación de sus hijos, siguiendo los programas educativos franceses. Estudió en la Asociación para la Enseñanza de la Mujer, donde tomó el primer contacto con las ideas pedagógicas de la Institución Libre de Enseñanza. Terminó sus estudios de Comercio en 1891, convirtiéndose en profesora de inglés para la Escuela de Institutrices y Comercio. Finalizó sus estudios de magisterio en la Escuela Normal de Madrid. Siendo estudiante, acudió al Congreso Pedagógico Hispano-Americano, donde apoyó los postulados educativos de Emilia Pardo Bazán. Ejerció como maestra entre 1897 y 1907. En 1905 viajó a Bélgica con una beca que le permitió  conocer los sistemas educativos de este país, donde también conoció las Casas del Pueblo y, por tanto, las tesis socialistas.

### Matrimonio y éxito teatral
En 1899 publicó su primera obra: Cuentos breves, que fue acogida por su familia con frialdad. Eso y el hecho de ser maestra la impulsaron a ocultar su nombre bajo el nombre de su marido, con el que se casó en 1900. En 1901 publicaron la revista Vida Moderna, en la que publicaron tanto escritores modernistas como realistas.
Con Juan Ramón Jiménez fundaron la revista del modernismo poético Helios (1903-1904), donde publicaron, entre otros, a Emilia Pardo Bazán, Antonio Machado, Jacinto Benavente, los hermanos Quintero... Y en 1907 la revista Renacimiento, de corta duración pero gran calidad. Estas colaboraciones cimentaron una profunda amistad entre Lejárraga y Juan Ramón Jiménez. Ambas publicaciones estaban al corriente de las tendencias literarias europeas. Lejárraga era políglota y fue quien realizó la mayoría de las traducciones inglesas y alguna francesa aparecidas en Renacimiento.
Lejárraga dejó su labor docente y pidió la excedencia en 1908 para dedicarse de lleno a la literatura. Su obra Canción de cuna, estrenada en 1911 y firmada por su marido Gregorio Martínez Sierra, recibió el premio de la Real Academia Española como la mejor obra de la temporada teatral 1910-1911. De las obras escenificadas en Madrid entre 1929 a 1931, al menos veinte eran suyas. Esto muestra el éxito de público y el interés de la crítica. Además, la "Compañía cómico-dramática Martínez Sierra", dirigida por su esposo, no solo representó en España sino que hizo varias giras por Francia, Gran Bretaña, Estados Unidos e Iberoamérica. En los programas de las funciones aparecían los nombres de ambos. Cuando su esposo estaba fuera, era ella quien se encargaba de los negocios relacionados con su teatro, el Teatro Lara.
También colaboró con literatos consagrados como Eduardo Marquina, en su obra El pavo real, o con Carlos Arniches, en La chica del gato, que posteriormente fue llevada al cine. En 1914 Lejárraga realizó el libreto de Margot, con música de Joaquín Turina, un drama lírico en tres actos.
El matrimonio entró en contacto con Manuel de Falla en París en 1913 a instancias de Joaquín Turina. Tras volver este a Madrid comenzaron a colaborar en varios proyectos. En 1915 se estrenó El amor brujo, que combinaba música y danza con música de Falla y libreto de Lejárraga en el Teatro Lara de Madrid. Con esta obra querían expresar el alma del pueblo gitano. Para crearlo, Falla tocaba fragmentos de la partitura y Lejárraga describía el tono emotivo del pasaje. Viajaron juntos a Granada, ciudad que conocía Lejárraga en profundidad, donde dieron los toques finales. La protagonista fue Pastora Imperio.
La vinculación de Lejárraga con Granada fue siempre estrecha, especialmente desde que escribiera, en los primeros años del siglo, su libro "Granada, guía emocional", aunque Daniel Eisenberg ha sugerido que fue obra de su esposo.
Pese a la ocultación de su nombre había sospechas sobre la verdadera autoría de las obras. En 1930, Gregorio firmó un escrito en el que reconocía la coautoría de su mujer, pero él reclamaba estos derechos para sí. Incluso se ha reconocido que obras de otros autores, como fue el caso de El pavo real de Eduardo Marquina, fueron también escritas por Lejárraga y que Marquina contribuyó exclusiva o primordialmente a su versificación lo que evidenciaría la criptoginia.

### Feminismo y política
Sus ideas sobre la acción de las mujeres en la sociedad se articularon en torno a dos elementos: el sexo y la clase social. La maternidad y lo doméstico son temas recurrentes en sus escritos, pero siempre vinculándolos a la individualidad femenina como ciudadana de pleno derecho. Puso especial atención en las mujeres de clase media. En 1914 publicó Cartas a las mujeres de España y, en 1917, Feminismo, feminidad y españolismo además de colaboraciones en prensa en las que destaca "La mujer Moderna" de Blanco y negro.

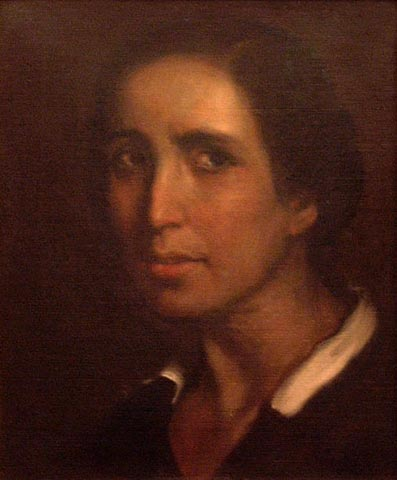
María de la O (1928), retrato de María de la O Lejárraga, realizado por Julio Romero de Torres. Museo Julio Romero de Torres.

Participó en la fundación de varias asociaciones feministas. En 1917 participó en la creación de la UME o Unión de Mujeres de España, que duró dos años, junto a la marquesa del Ter; en 1920 viajó a Ginebra como delegada de España al VIII Congreso de la International Woman Suffrage Alliance donde colaboró en la redacción de una carta de derechos femeninos: reconocimiento de la igualdad política, administrativa y civil de los dos sexos a nivel nacional e internacional. Fue un miembro activo de la Sociedad Española de Abolicionismo participando en múltiples mítines. Esta sociedad estaba en contra de la reglamentación de los prostíbulos.
En 1926 participó en la fundación del Lyceum Club que presidió María de Maeztu, junto a Victoria Kent y Zenobia Camprubí, entre otras.Se inauguró con 150 socias de todas las tendencias y en él participó también Elena Fortún, a la que Lejárraga animó en su vocación literaria. El Club tenía una gran biblioteca dirigida por ella.
Feminista convencida, se afilió en 1931 al PSOE. Comenzó su labor de propagandista republicana, sobre todo entre las mujeres, con el ciclo de cinco conferencias La mujer ante la República que tuvieron lugar en el Ateneo de Madrid del 4 al 18 de mayo de 1931. En estas conferencias trató de desterrar los miedos que suscitaba el nuevo régimen, sobre todo los religiosos. Cada conferencia tenía un tema específico: así, Realidad era sobre la nueva realidad de la patria; Egoísmo se basaba en la defensa de la República; Religión, sobre la cuestión religiosa; Federación, sobre las autonomías y Libertad, sobre la reivindicación de los derechos de las mujeres. Esta última estaba articulada en dos partes: lo que la mujer había sido hasta entonces y lo que debía ser en el futuro. Para ello revisó exhaustivamente los Códigos Penal y Civil. Por este ciclo de conferencias, el Lyceum celebró en El Retiro un homenaje en su honor recaudando 600 pesetas que ella entregó a los obreros sin trabajo. En 1932 se organizó otro curso de conferencias en las que se analizó la situación política. Lejárraga participó con una conferencia cuyo título era Dudas del momento.
Promovió, junto a Pura Maortua y María Rodrigo, la Asociación Femenina de Educación Cívica, que comenzó sus actividades en 1932. Las veinte amigas que se reunieron querían que la Asociación no solo fuera instrumento de reivindicación feminista sino también hogar espiritual y material para las trabajadoras, sobre todo de clase media. Para ello habría espacios, conferencias, cursos y talleres. En seis meses tenían ya 600 socias. Propugnaba la alianza de las asociaciones feministas y, por ello, estuvo en la publicación de la revista Cultura integral y femenina que tuvo un gran éxito. En la Cívica también se intentó la renovación teatral con la creación del Club Anfistora, dirigido por Pura Maortúa y Federico García Lorca, que funcionó con éxito desde el otoño de 1933 hasta comienzos del 34.
En 1933 fue elegida diputada al Congreso de la República por Granada dentro de la candidatura socialista y fue designada vicepresidenta de la Comisión de Instrucción Pública. Intervino en asuntos generales, oponiéndose a los proyectos de ley para ampliar las plantillas de los Cuerpos de Seguridad y de la Guardia Civil, y al de derogación de la ley de Términos Municipales, porque entendió que eran iniciativas injustas con un «pueblo español hambriento que pide trabajo con urgente necesidad». En 1936 ocupó la representación de la República Española en Suiza como Agregada Comercial del Ministerio de Agricultura, Industria y Comercio.
También fundó y participó en la dirección del Comité Nacional de Mujeres contra la Guerra y el Fascismo, presidido por Dolores Ibárruri. En esta organización también participó como delegada en el Congreso Mundial de París la también escritora y periodista Consuelo Álvarez Pool, Violeta, en 1934. Lejárraga colaboró en la revista Mujeres, de esta asociación.

### Exilio y muerte
En noviembre de 1936 ocupó el puesto de Agregada Comercial de la Legación de España en Berna. En mayo de 1937 fue nombrada secretaria de la delegación gubernamental española en la XXIII conferencia de la Oficina Internacional de Trabajo. Sin embargo, con el cambio de la jefatura del gobierno en 1937 con la sustitución de Largo Caballero por Juan Negrín, fue cesada en su cargo y se trasladó a su casa cerca de Niza.
Al término de la Guerra civil inició un largo exilio por Francia, México y Argentina, donde finalmente falleció en 1974.
Volvió a escribir en 1948 tras una complicada operación de cataratas y un año después de la muerte de su marido. Empezó a firmar con el nombre de María Martínez Sierra y tuvo que reclamar la autoría de su obra para poder cobrar los derechos de autor que habían pasado a la hija de este.
En 1950 viajó a Nueva York y más tarde a California, para entrevistarse con productores de Hollywood. Allí escribió una comedia para niños, Merlín y Vivian o la gata egoísta y el perro atontado, que le fue rechazada. Sin embargo, ella vio su similitud con la película La dama y el vagabundo. Desencantada, viajó a México donde tradujo para las editoriales Aguilar y Grijalbo. Colaboró en la prensa y habló en el Ateneo Español. Por problemas de salud se trasladó a Buenos Aires, donde seguiría escribiendo hasta su muerte.

## Obra literaria

### Libretos musicales
Comenzó su colaboración con Usandizaga en 1912 cuando la Compañía Martínez Sierra representó en Santander Canción de cuna. La obra, Las Golondrinas, fue estrenada en 1914 con un rotundo éxito. También escribió el texto de La llama, que fue representado en 1918, tres años después de la muerte del compositor. En 1914 Joaquín Turina le pidió un libreto y Lejárraga le proporcionó Margot, que fue representada en el teatro Eslava bajo la dirección de Martínez Sierra con una gran escenografía y una espectacular puesta en escena. Para preparar otra obra viajaron juntos al Marruecos español y con las impresiones del viaje, Turina escribió una suite de cinco movimientos titulada Retrato dedicada a Lejárraga. Turina creó también la música para un auto sacramental Navidad, estrenado en 1916. Colaboró con Manuel de Falla en El amor brujo y El sombrero de tres picos aunque terminaron enemistados, pese a ser un gran apoyo del músico en los años de su amistad. También colaboró con Conrado del Campo Zabaleta en diversas obras y otros autores como María Rodrigo. Es considerada la libretista española más eminente.

### Teatro
En su libro de memorias, Gregorio y yo, afirma que tras el estreno de El ama de la casa en 1910 abandonó su puesto de maestra y se dedicó exclusivamente a la literatura, animada en todo momento por su esposo. Escribió sus obras más comprometidas y experimentales entre 1925 y 1930. En varias de ellas se sugiere que el amor romántico es un engaño. Ya estaba separada de su esposo, oficialmente desde 1922, y colaboraba plenamente en la labor de apartar a las mujeres de los valores tradicionales que las mantenían ignorantes y dependientes. Por ello, su teatro es pedagógico y crítico con la idealización del amor. Era una escritora intelectual de izquierdas que ya no vivía con su marido siempre más preocupado por el éxito comercial. Varias de estas obras tiene como eje un triángulo amoroso. Así Mujer (1925), La hora del diablo (1926) Triángulo (1929) y Sortilegio (1930) texto inédito que nunca se estrenó en España. Esta última es la única tragedia de la autora. Sorprende porque el triángulo está compuesto por un hombre y una mujer que compiten por el amor de otro hombre. Trata además del suicidio. Fue la última obra de María estrenada y firmada por Gregorio. En 1931 este se estableció en Hollywood con Catalina Bárcena y Lejárraga volvió a España (desde la Riviera francesa) donde colaboró activamente con la República y abandonó su producción dramática hasta el exilio.
En 1950, acabó Es así, su primera comedia de duración normal escrita después de la muerte de su esposo. En ella vuelve a tratar sobre el triángulo amoroso y la traición matrimonial. Vivía en Buenos Aires donde esperaba estrenar también Para casarse hay que ser viuda, comedia "retozona" como declaró en una entrevista. Siguió escribiendo otras obras como Tragedia de la perra vida, sátira mitológica filosófica y metateatral que no pudo ver representada. Siguió escribiendo hasta su muerte seis meses antes de cumplir los cien años.
Sus últimas obras están recogidas en un libro titulado Fiesta en el Olimpo, publicado cuando tenía 86 años; en él recuerda a su esposo como el director de escena ideal para sus textos.

### Memorias
En 1952 Lejárraga publicó en Buenos Aires Una mujer por caminos de España. En este libro autobiográfico narra en forma de episodios diversos momentos vividos como propagandista del Partido Socialista Obrero Español durante la República. Aunque en un principio pensaba escribir sus memorias en un solo libro, tuvo que separarlas en dos libros diferentes porque el que iba a titular España triste no iba a ser aceptado por la censura franquista. Por ello fue publicado fuera con el título de Una mujer por caminos de España. En España quería publicar Gregorio y yo en el que solo hablaba de teatro, pero tampoco pasó la censura y fue publicado en México en 1953.
En Una mujer... describe la situación en la que se encuentra la mujer en España desde su conciencia feminista y socialista. Los episodios nos describen una España rural que poco a poco va tomando conciencia de lo que puede significar la República para las mujeres.

### Plagio de Walt Disney
Lejárraga, a través de su traductora Collice Portnoff, envió en 1951 a Walt Disney el manuscrito de su cuento Merlín y Viviana, donde contaba la historia de un perro que se enamoraba de una gata coqueta, por si le interesaba para alguna película. A los dos meses Disney se lo devolvió. En 1955 se estrenó La dama y el vagabundo con la que se podrían encontrar ciertas similitudes. En una carta a su traductora habla del supuesto plagio: «La enviamos a Walt Disney, la tuvo un par de meses y la devolvió diciendo que no admitían más que las obras que habían encargado. Después, hizo una película La dama y el vagabundo, que era la misma historia, sin más cambio que haber convertido la gata en perra elegante. Esta vez no quise protestar, ¿para qué?».

## Derechos de autoría

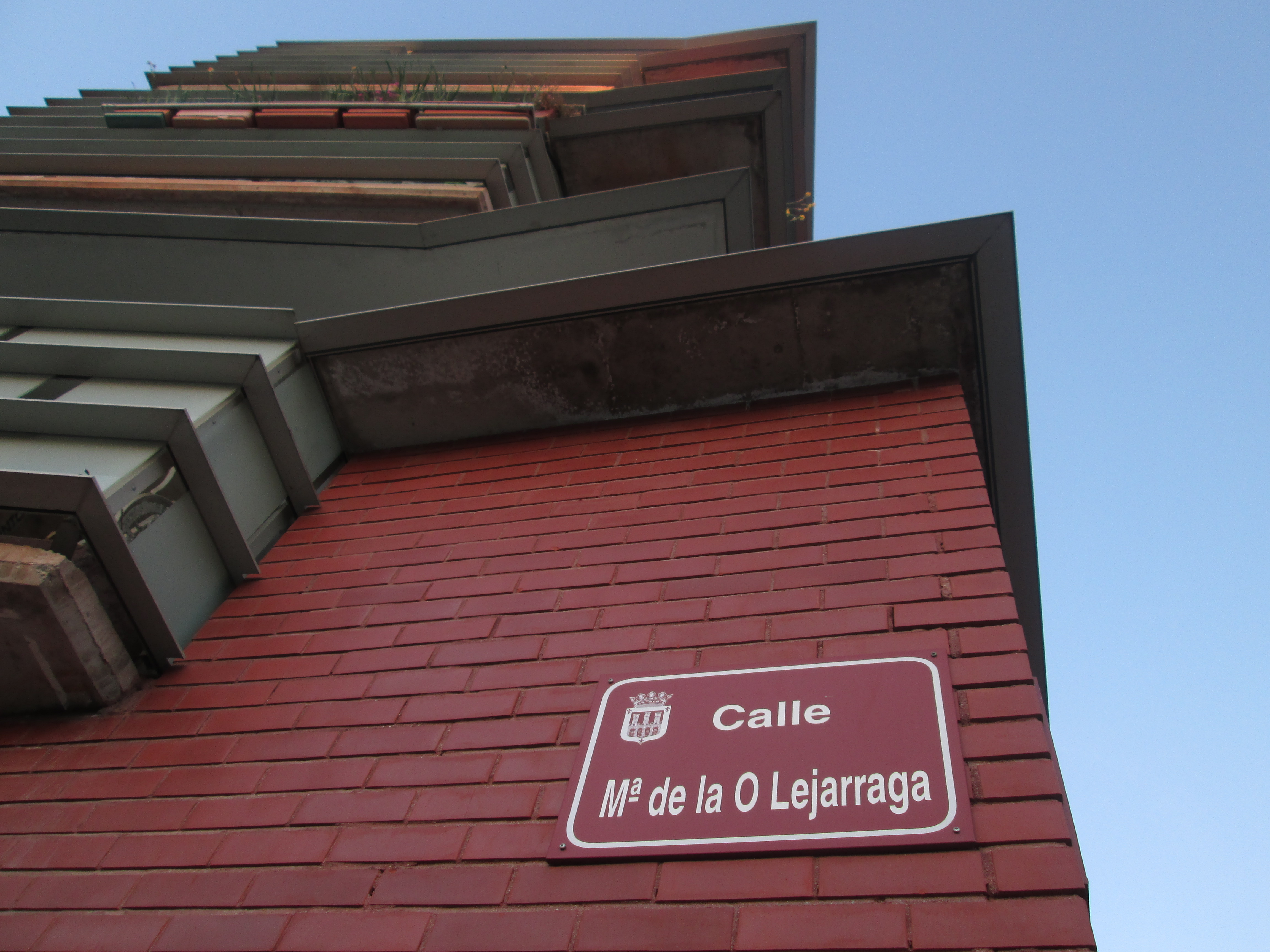
Calle María de la O Lejárraga, junto al Parque Miguel Hernández, en Logroño (La Rioja, España).

Cuando Katia Martínez Sierra, hija extramatrimonial de Gregorio Martínez Sierra y la actriz Catalina Bárcena, reclamó derechos de autor tras la muerte de su padre en Buenos Aires, en 1947, Lejárraga empezó a firmar sus obras con el nombre de María Martínez Sierra. Así lo hizo en Una mujer por caminos de España (1952) y Gregorio y yo, medio siglo de colaboración (1953). En este último libro, da cuenta de un documento firmado en 1930 por Gregorio Martínez Sierra, en presencia de testigos, en el que declara que las obras son compartidas, a los efectos legales. Además, en su legado, centenares de cartas y telegramas confirman que todas las obras de Gregorío se las escribía María. También se supo que su separación había sido una realidad desde 1922. Ya en su época era un hecho conocido.

## Su presencia en la literatura
La revista Helios, fundada en abril de 1903 y de la que solo se publicaron once números (febrero de 1904), se ha atribuido erróneamente al poeta Juan Ramón Jiménez. Sin embargo, fue fundada por Gregorio y María de la O, siendo su principal promotor el poeta Juan Ramón Jiménez, con el que María compartía secretos y confidencias. A ella le dedicó el siguiente poema:
Y María, tres veces amapola, María,
agua y lira tres veces, la que llevó al poeta
como un niño a través de estos parques de llanto,
tendrá una rosa o un oro en vez de aquel violeta
del corazón florido que la quería tanto”.
En 2012, se publicaron dos novelas que cuentan con María de la O Lejárraga como personaje: Palabras insensatas que tú comprenderás, de Salvador Compán; y Cándida, de Isabel Lizarraga, estudiosa de su figura y de su obra.
En 2015, la Universidad de La Rioja, publicó el libro De literatura y música. Estudios sobre María Martínez Sierra, que aborda las relaciones profesionales y creativas que mantuvo con algunos de los compositores más importantes de su época.
En 2018 el escritor y humorista gráfico sevillano José Luis Castro Lombilla ganó el Premio Internacional de Relato Corto «Encarna León» con un cuento sobre los últimos días de la escritora titulado La dama vagabunda. La última obra de María Lejárraga. Está publicado por la Ciudad Autónoma de Melilla.
En 2020 se estrenó la producción, también del Centro Dramático Nacional, Elena Fortún, escrita y dirigida por María Folguera, en la que el personaje secundario de María Lejárraga ,'tiene gran relevancia para la construcción de Fortún como autora. Fue interpretado por la actriz Julia de Castro.
En mayo de 2020 la editorial Renacimiento publicó Luz ajena. El enigma de María Lejárraga, escrito por Isabel Lizarraga, una novela que descifra los motivos que empujaron a la autora a firmar con el nombre de su marido y que explora, desde sus primeras obras hasta sus últimos años en Buenos Aires, los interrogantes de su vida.
La Biblioteca Nacional de España ofrece del 27 de septiembre de 2024 al 5 de enero de 2025 la exposición María Lejárraga: una voz en la sombra (1874-1974)  coincidiendo con el 50 aniversario del fallecimiento de la escritora riojana. 

## Obras literarias firmadas con su nombre
- María de la O Lejárraga (1899). Cuentos breves.
- María Martínez Sierra (1931): La mujer española ante la República. Conferencias leídas en el Ateneo de Madrid los días 4, 9, 11, 15 y 18 de mayo de 1931. Madrid, Imp. de J. Poveda.
- María Martínez Sierra (1933): Dudas del momento, conferencia leída en el Ateneo de Madrid el día 8 de diciembre de 1932. Madrid, Bolaños y Aguilar Talleres Gráficos. Y también: Madrid, Gráficas Halar S.L., 1978.
- Una mujer por caminos de España. Recuerdos de propagandista. Buenos Aires, Editorial Losada, 1952. Y también:  Castalia-Instituto de la mujer, Madrid, 1989.
- Gregorio y yo, Medio siglo de colaboración (1953). México, Editorial Gandesa. Reedición: Edición y prólogo de Alda Blanco, Valencia, Pre-Textos, 2000, 398 págs.
- Viajes de una gota de agua (1954).
- Fiesta en el Olimpo (1960).

## Reconocimientos
- Se asignó el nombre de María Lejárraga a la biblioteca abierta en el Centro Cultural Sanchinarro el 12 de junio del 2017.[39]
- En 2019 se estrenó la obra en el teatro Valle Inclán de Madrid Firmado Lejárraga, producción del Centro Dramático Nacional con texto de Vanessa Monfort, dirección de Miguel Ángel Lamata y documentación de Carmela Nogales, en el que se reivindicaba su figura, interpretada por Cristina Gallego.[40]
- En 2022 Laura Hojman realizó un documental sobre su figura titulado A las mujeres de España. María Lejárraga.[41]
- Varias ciudades españolas tienen calles con su nombre, así Madrid,[42] Getafe,[43] Guadalajara,[44] entre otras.

### Textos
- Conferencias pronunciadas por María Lejárraga :
  - La mujer española ante la república:  Libertad,
  - La mujer española ante la república: Realidad
- Artículos feministas publicados entre 1931 y 1936. Aparecen en el anexo.
- Dos cartas inéditas de María Lejárraga dirigidas a Gregorio Martínez Sierra
- Colaboración en Crónica el 20/12/1931 en la que habla del feminismo.

### Documentales
- Vídeo sobre María de la O Lejárraga perteneciente a la serie Mujeres en la historia de RTVE
- Documental de Canal Sur
- Documental sonoro de Radio Nacional de España del programa Documentos RNE María Lejárraga, brillo en la sombra emitido el 20/02/2010 y el 01/01/2011.
- A las mujeres de España. María Lejárraga (2022, con dirección y guion de Laura Hojman), emitido en Imprescindibles RTVE el 11-12-2022.

### Páginas web
- María Lejárraga en www.bermemar.com
- Mujeres escritoras en la prensa andaluza del siglo XX (1900-1950), de Carmen Ramírez Gómez (pág. 198)

### Otros
- Su carnet de socialista
- Escritoras en Madrid: su huella documental en el Archivo de Villa
- María de la O Lejárraga, Por qué firmé con nombre de hombre, podcast de la Asociación Clásicas y Modernas

- Datos: Q3816879
- Multimedia: María de la O Lejárraga / Q3816879
- Citas célebres: María de la O Lejárraga